# Lanthanusa lamberti
Lanthanusa lamberti – gatunek ważki z rodziny ważkowatych (Libellulidae).